# Fatehpur
Fatehpur là một thành phố và khu đô thị của quận Sikar thuộc bang Rajasthan, Ấn Độ.

## Địa lý
Fatehpur có vị trí 27°59′B 74°57′Đ / 27,98°B 74,95°Đ Nó có độ cao trung bình là 325 mét (1066 feet).

## Nhân khẩu
Theo điều tra dân số năm 2001 của Ấn Độ, Fatehpur có dân số 78.471 người. Phái nam chiếm 52% tổng số dân và phái nữ chiếm 48%. Fatehpur có tỷ lệ 59% biết đọc biết viết, thấp hơn tỷ lệ trung bình toàn quốc là 59,5%: tỷ lệ cho phái nam là 70%, và tỷ lệ cho phái nữ là 49%. Tại Fatehpur, 17% dân số nhỏ hơn 6 tuổi.